# Majdanpek
Majdanpek je grad u sjeveroistočnoj Srbiji, koji upravno pripada borskom okrugu. Grad je poznat po vrlo nalazištu bakra i zlata, s višestoljetnom rudarskom tradicijom.

## Naseljena mjesta
Područje općine obuhvata dva gradska naselja, Majdanpek i Donji Milanovac, kao i sljedećih 12 sela:
- Boljetin
- Vlaole
- Golubinje
- Debeli Lug
- Jasikovo
- Klokočevac
- Leskovo
- Miroč
- Mosna
- Rudna Glava
- Topolnica
- Crnajka

## Stanovništvo
Prema popisu iz 2002., općina Majdanpek imala je 23 703 stanovnika, dok je grad imao 10 071 stanovnika. 
Prema popisu stanovništva iz 2002, etnička struktura općine Majdanpek izgledala je ovako:
- Srbi – 19 399 (81,59%)
- Vlasi – 2 817 (11,89%)
- Ostali

Prema rezultatima popisa, većina naselja u općini ima srpsku etničku većinu. Naselje s vlaškom većinom jest Vlaole. Etnički miješano naselje, s relativnom vlaškom većinom, jest Jasikovo. U naselju Majdanpek živi 7 804 punoljetna stanovnika, a prosječna starost stanovništva iznosi 35,8 godina (35 kod muškaraca i 36,5 kod žena). U naselju postoji 3 631 domaćinstvo, a prosječan broj članova po domaćinstvu jest 2,77. Ovo naselje uglavnom je naseljeno Srbima, a na posljednja tri popisa primijećen je pad broja stanovnika.
| Kretanje stanovništva Majdanpeka tijekom 20. stoljeća \| \| |
|                                                             |

## Zemljopis
Majdanpek se nalazi u sjevernome dijelu istočne Srbije, u uskoj dolini rijeke Mali Pek, na nadmorskoj visini 498 m. Sjeverno od Majdanpeka na Dunavu, odnosno u Đerdapskoj klisuri, na udaljenosti otprilike 22 kilometra, smješteno je najbliže mjesto Donji Milanovac. Okolina Majdanpeka pretežno je brdsko-planinska, a okružuju ga planine Miroča na sjeveroistoku, Deli Jovan na istoku, Stola na jugu, Mali i Veliki Krš na jugozapadu, Homoljske planine na zapadu i planinski masivi Starica i Šomrda na sjeverozapadu. U okolini grada nalaze se guste stoljetne šume, pećine, zlatonosna rijeka Pek, manastir Gornjak iz 14. stoljeća, izvor rijeke Mlave, bogate pastrvom. Na sjeveru Kučaja blizu Majdanpeka nalazi se bukova prašuma "Feljišana", strogi rezervat prirode I. kategorije pod zaštitom države.
Općina Majdanpek prostire se na površini 932 km2 i graniči s općinama Bor, Negotin, Kladovo, Golubac, Kučevo i Žagubica. Na sjeveru preko Dunava graniči s Rumunjskom.
Klima je umjereno kontinentska s prosječnom godišnjom temperaturom 9°C. Najhladniji je siječanj s prosječnom temperaturom −2,7°C, a najtopliji srpanj s 19,8°C.

## Povijest
Nedaleko od Majdanpeka i Donjeg Milanovca, kod sela Boljetina, na dunavskoj terasi u okviru zaštićenog Nacionalnog parka Đerdap nalazi se arheološki lokalitet Lepenski vir. Stanište iz doba mezolita i ranog neolita staro je približno 8.500 godina i prošlo je kroz četiri razvojne faze. To stanište predstavlja najstarije svjedočanstvo o životu prapovijesne zajednice ribara i lovaca uz Dunav, a napušteno je 4.500 godina pr. n. e. Na osnovu ostataka primijećeno je da je prvobitna zajednica bila lovačko-sakupljačka, nakon čega se razvila u zajednicu poljoprivrednih stočara. Arheolozi su pronašli ostatke kuća s trapezastom osnovom i kamenim ognjištem, kao i 54 kamene skulpture, koje su predstavljale njihova božanstva. Stanovnici Lepenskog vira pripitomili su životinje, naučivši ih da obrađuju zemlju, nakon čega su se preselili u predjele koji imaju bolje mogućnosti za zemljoradnju.
Mezolitski arheološki lokalitet Vlasac, koji pripada kulturi Lepenskog vira i datira se u 7. milenij pr. n. e., nalazi se tri kilometra nizvodno od Lepenskog vira. Vlasac je otkriven kasnije, a smatra se starijim od lokaliteta Lepenski vir. U kulturnom sloju istraženi su ostaci staništa (47 objekata), 87 grobova, kao i i više od 35.000 predmeta.
Rudna Glava arheološko je nalazište u blizini istoimenog sela nedaleko od Majdanpeka, u zaleđu gornjeg dijela Đerdapske klisure. Lokalitet pripada vinčanskoj kulturi i predstavlja središte jednog od najranijih rudnika bakra na Balkanu. Rudna Glava prostire se s obje strane Šaške reke, a rudnici iz ranog eneolita otkriveni su u kopu modernog rudnika. Vađene su rude malahit i azurit, koje se tope na 700 °C i iz kojih se dobiva bakar, a u 30-ak rudarskih okana postojao je znatan broj platformi, tj. jama u obliku lijevka.
U 2. tisućljeću pr. n. e, na Balkan i u ove krajeve doseljavaju se Indoeuropljani, među kojima se u početku ističu Stari Grci, u 13. i 12. stoljeću pr. n. e., u vremenu prije Trojanskog rata. Prisustvo Starih Grka u ovim krajevima vezano je za sam naziv rijeke Pek, koji je grčkog porijekla i potječe od oblika pékos sa značenjem "ovčije runo", koje su ovi stari narodi polagali u korito rijeke radi ispiranja zlata. Ta drevna ispiračka tehnika, koju su Grci, prema Herodotu, preuzeli od Kolhiđana, zadržala se među stanovnicima doline Peka sve do danas. Za taj period veže se i najstariji naziv Dunava, starogrčki hidronim Istar, kojim su Argonauti plovili uzvodno iz Crnog mora upravo u potrazi za zlatnim runom. Za te rane starogrčke istraživače Istar je podrazumijevao isključivo donji tok Dunava, koji se, po njihovom vjerovanju, završavao kod Željeznih vrata, odnosno Đerdapske klisure. Hesiod u svojoj Teogoniji spominje Istar kao jednu od četiri najveće rijeke na dotad poznatom svijetu. Utemeljitelj povijesne znanosti, Herodot, naziva Istar "sjevernim Nilom", odnosno smatra da je Istar sjeverni pandan velike egipatske rijeke. Prostor istočno od Velike Morave u predrimsko doba, prema antičkim piscima, bio je slabo naseljen. Jedno od rijetkih plemena iz tog doba koja se spominju jesu Tračani, među kojima su se svakako najviše isticali Tribali. U 4. vijeku pr. n. e. u ove krajeve dolaze Kelti, koji će imati veoma značajnu ulogu ne samo na ovom već i na mnogo širem prostoru. Sadašnji naziv rijeke Dunav vodi porijeklo iz keltskog jezika. Keltska riječ srodna je s nazivom za rijeku, odnosno "veliku vodu" u nekim drugim jezicima, kao što je s avtijskim dan ili s osetskim don, od koga potiče i ime ruske rijeke Don.
U prvim desetljećima 1. stoljeća, Rimljani osvajaju ove krajeve, nakon čega od mediteranske postaju kontinentalna sila. Ubrzo osnivaju graničnu pokrajinu pod nazivom Mezija koja će se kasnije podijeliti na Gornju i Donju. U 4. stoljeću rudarstvo i metalurgija doživljavaju svoj vrhunac o čemu svjedoče brojna rimska okna koja su otkrili suvremeni rudari u 20. vijeku. Zbog građanskog rata i čestih upada barbarskih naroda na dunavskim granicama dolazi do raspada Rimskog Carstva čiju će tradiciju rudarenja na ovim prostorima nastaviti Bizant, odnosno Istočno Rimsko Carstvo, koja će prerasti u jedinu pravu silu sve do dolaska početkom 6. stoljeća Slavena čije pleme, Timočani, naseljava ovu oblast. Tada dolazi do prekida rudarske tradicije koja dobiva lokalni karakter sve do razvijenog Srednjeg vijeka.
Rudarstvo na ovim prostorima sredinom 13. stoljeća pokreću njemački rudari Sasi, koji su u ove krajeve dospjeli bježeći od Mongola. U to doba oni dobivaju poziv od kralja Uroša da dođu u Srbiju. O prisustvu Sasa u ovim područjima najbolje svjedoče toponimi, Šaška reka i revir Švajc. Na obalama Šaške reke, koja se ulijeva u Porečku reku, pronađene su topionice koje bi upućivale na prisustvo srednjovjekovnih rudara Sasa. Nakon pada Srbije pod osmanlijsku vlast 1459. godine rudarstvo u ovim krajevima dobiva lokalni karakter. Na području Majdanpeka rudarske aktivnosti obnavljaju se u vrijeme sultana Sulejmana Zakonodavca oko 1560. i trajat će velikim intenzitetom do 1690, kada nakon bitaka u okviru Velikog turskog rata, tačnije u periodu od 1688. do 1690, ponovo dobiva lokalni značaj jer dolazi do stradanja samog mjesta u kojem je dotad postojalo više od 500 kuća i velika zanatska i trgovačka čaršija. U periodu od 1560. do 1690. godine, osim rudnika Kure u Anadoliji, Majdanpek je bio najveći rudnik bakra u Osmanlijskom Carstvu. Naziv rudnika (majdana) u to vrijeme sadržavao je staroslavenski pridjev m(j)edni, što znači "bakarni Pek". Ime naselja Majdanpek po porijeklu je historijska mješavina starogrčkih, staroslavenskih i arapsko-turskih izraza, čije je krajnje značenje "rudnik bakra (majdan) na zlatonosnoj rijeci (Pek)". Iz tog doba je i naziv Đerdap koji ima korijen u staroperzijskoj riječi girdap, koja znači vrtlog, vir. Iz osmanlijskog perioda je također i naziv za obližnje majdanpečko brdo Karaoglan za koje se smatra da je dobilo ime prijema bogatom zakupcu rudarskih kopova Nikoli Karaoglu (Crni) s kraja 16. vijeka. Zanimljivo da je posljednji simbol i oaza orijenta na Đerdapu postojala sve do 1970. godine kada je potopljena Ada Kale - riječni naseljeni otok - s kojeg su se stanovnici odselili u Tursku. Rudarenje je nakratko obnovljeno nakon habzburških osvajanja 1719. godine. Zbog učestalih austrijsko-turskih ratova u 18. vijeku rudarska aktivnost dobiva lokalni karakter, a obnovljena je sredinom 19. stoljeća.
Na poziv kneza Miloša u Srbiji su boravili 1835. godine rudarski starješina i inženjer baron August von Herder sa suradnicima iz Saske, koji su vršili terenska ispitivanja za otvaranje rudnika, izgradnju livnice i rudarske željeznice. Baron Herder je u Kneževinu Srbiju doneo poklon zbirku od 500 primjeraka minerala koje je sakupio po različitim krajevima svijeta, a potom obogatio uzorcima i iz Srbije. Iz "baronove zbirke“ do danas su sačuvana 254 uzorka koja se čuvaju na propisan način u zbirci - muzeja Rudarsko - geološkog fakulteta Univerziteta u Beogradu. Herder je ponovo otkrio i naznačio rudna nalazišta kod rijeke Mali Pek, odnosno Majdanpeka. Naredne decenije, 1848. godine, iz Milanovca u ove brdsko-planinske predjele dolazi mladi rudarski inženjer Vasilije Božić, jedan od prvih državnih pitomaca koji je završio Rudarsku akademiju u Šemnicama, s još četiri radnika, te na više mjesta počinju s raščišćavanjem terena obaranjem drveća i probnim otkopima. Već sljedeće godine mlada kneževina iz državnih sredstava počinje s izgradnjom topionice željeza i bakra, koja će trajati do 1859. Izgradnja tog poduzeća predstavljala je jednu od najvećih investicija u zemlji, kojom je utemeljena suvremena teška industrija u Srbiji i na Balkanu. Topionica je imala suvremenu opremu i mašine za to doba, visoku i nisku peć na ugalj za topljenje, a 1852. ugrađuje se i parni stroj Osim toga, izgrađeno je naselje s kućama za rudare i članove njihovih porodica. Majdanpek je na osnovu Uredbe proglašen okružnom varoši 1853. godine. U to doba knez Aleksandar Karađorđević, 1856. godine, izgradio je u obližnjoj Brestovačkoj Banji dvorac – ljetnikovac, koji i danas postoji. Iste godine u Majdanpeku je izgrađena škola. Ostalo je zabilježeno da topionica preko zime nije radila tokom tog pionirskog perioda. Međutim, vlada nije imala daljnja finansijska sredstva za proširenje radova u Majdanpeku, pa je donijela odluku da se stranim ulagačima preda rudnik na korištenje, na obostranu korist. Vijest o davanju rudnika pod zakup prenijela se cijelom Evropom. Rudnikom su potom na osnovu ugovora upravljale naizmjenično francuska, engleska i austrijska kompanija s belgijskim kapitalom. U međuvremenu, 15. aprila 1866. donesen je Zakon o rudnicima, koji je regulirao ovu sferu djelovanja. Za vrijeme engleskog vlasništva nad rudnikom u livnici i mašinskoj radionici u Majdanpeku su 1882. izrađene prve parne lokomotive i teretni vagoni u Srbiji i na Balkanu. U Majdanpeku je dvije godine prije Beograda, Novog Sada i Niša, u junu 1882, svečano puštena prva željeznička industrijska pruga, kolosijeka širine 600 mm, kada je lokomotiva s četiri vagona prešla dionicu od 15 kilometara.
Godine 1903. novi zakupac, postaje "Bezimeno društvo bakarnih rudnika Majdanpek", čije je sjedište bilo u Bruxellesu. Jedna od prvih mjera "Bezimenog društva" ticala se transporta do Dunava, odnosno gradnje žičare ka Dunavu, kao i rada na piritu. Žičara duga 17,5 km s kapacitetom 30 tona na sat, prevozila je rudu i druge potrepštine iz Majdanpeka do Milanovca. Loše poslovanje i slabe plaće bili su uzrok čestih sukoba radnika s poslodavcem, što je rezultiralo štrajkovima 1907. i 1908. godine.
U Majdanpeku se 1933. počela obrađivati ruda limonit, koja se od 1937. prerađivala u Sartidovoj topionici izgrađenoj u Majdanpeku. Tokom njemačke okupacije zanimljivo da je Rudnik magnetita u obližnjem selu Rudna Glava bio u ličnom vlasništvu ministra njemačkog rajha Hermanna Göringa. Nakon Drugog svjetskog rata, 18. augusta 1947, nacionalizirani rudnik nastavlja rad sa zastarjelom tehnologijom pod novim nazivom "Rudnik Majdanpek". Izvršena je obnova postrojenja radi eksploatacija pirita i željezne rude. Početkom 1954. godine doneta je odluka o prestanku proizvodnje pirita ali i da se započinje istraživanja ležišta bakra. Preko 1.000 radnika je prešlo na biro za zapošljavanje, jer je na istražnim radovima bilo potrebno svega njih 70. Gotovo svi otpušteni rudari s porodicama su živjeli na rubu gladi, koji su duge dane provodili u iščekivanju kamiona s kruhom koji je dolazio iz Kučeva. Godine 1954. osnovano je preduzeće "Rudnik bakra Majdanpek – RBM", kada se kreće s ulaganjem u drobljenje i izgradnju flotacije. Na brdu Švajc otkriveno je ležište rude poznato kao Južni revir. Na svečanosti 25. juna 1961. prve količine rude majdanpečkog koncentrata poslane su kamionima na daljnju preradu u Bor. Tada je na osnovu rješenja RBM uključen u "Rudarsko-topioničarski basen Bor". U jesen 1971. završena je nova flotacija. U međuvremenu, počeo je da se gradi potpuno nov grad na mjestu starog rudarskog naselja, a 28. novembra 1970. puštena je u rad "Zlatara Majdanpek". Zanimljivo da je ova zlatara izradila medalje za zimske olimpijske igre "Sarajevo '84". Period od 1968. do 1991. godine važio je za „zlatno doba” Majdanpeka. Tokom tog perioda Majdanpek je važio za jedno od najperspektivnijih malih mjesta u SFRJ, a u potrazi za poslom radnici su dolazili iz svih krajeva zemlje dok je rudnik tokom svog maksimuma zapošljavao oko četiri hiljade ljudi. Godine 1980, nakon pet godina gradnje, počela je s proizvodnjom fabrika bakarnih cijevi. Međutim, tokom 1970-ih i 1980-ih eksploatacija je imala snažan politički pritisak kada su se zbog javnosti jurili rekordi u proizvodnji. Kao posljedica tog vremena i bržeg dolaženja do rude, nagib površinskog kopa Južni revir ostao je oštriji nego što su domaći i strani propisi to dozvoljavali. Preuzak lijevak kopa bio je glavni razlog prijevremenog napuštanja Južnog revira.
U Majdanpeku se nalazi lovačko udruženje "Srna", koje ima tradiciju od 1898. godine. Muzej u Majdanpeku nastao je 1998. osamostaljivanjem odjeljenja Muzeja rudarstva i metalurgije iz Bora, koje je otvoreno u Majdanpeku 1984. godine. Rudarski nogometni klub "Majdanpek" osnovan je 1934, a jedan od poznatijih nogometaša koji je potekao iz ovog kluba bio je Dejan Petković, koji je nogometnu slavu stekao u Brazilu.
Zbog raspada SFRJ 1991. dolazi do pada rudarske i industrijske proizvodnje i danas se grad bori da obnovi ranije industrijske uspjehe. Na početku 21. vijeka rudnik se sastoji od dva površinska kopa: Južnog i Sjevernog revira, kao i flotacije bakra Majdanpek. U rudniku Majdanpek glavni resurs predstavlja ruda bakra, a u manjim količinama rude srebra i zlata. Na površinskim kopovima koriste se moćne mašine među kojima se svakako najviše ističu hidraulični bageri "Komatsu PC 4000" s motorom od 1,3 megavata i radnom kašikom zapremine 22 kubika ili 50 tona materijala.  U sastavu RTB Bor 2014. godine otvorena je nova topionica i fabrika sumporne kiseline po modernoj tehnologiji i prema najnovijim ekološkim standardima, u vrijednosti približno 250 milijuna eura. U proljeće 2018. počela je rekonstrukcija željezničke pruge Požarevac – Majdanpek, dužine 90 kilometara, a vrijednost radova, koji će trajati do jeseni, iznosit će 30 milijuna eura. Remont ove regionalne pruge završen je u predviđenom roku, 21. novembra 2018. godine, kada je uspostavljen teretni željeznički saobraćaj dok se uspostavljanje putničkog željezničkog saobraćaja očekuje 1. februara 2019. godine nakon pripreme dizel motornih vlakova. Krajem avgusta 2018. godine, nakon raspisanog tendera većinski vlasnik od 63 odsto Rudarskog-topioničarskog basena "Bor" u čijem sastavu posluju i rudnici u Majdanpeku postaje kineska rudarska kompanija "Zijin", koja se obavezala da za dokapitalizaciju investira u postojeće i nove kapacitete, kao i za rješavanje starih dugova, 1,46 milijardi dolara. Od cjelokupne sume za rješavanje problema ekoloških zagađenja predviđeno je da se uloži 136 milijuna dolara.

## Turizam
Simbol i zaštitni znak Majdanpeka predstavlja planina Starica (796 m), s koje se pruža pogled na rudarske kopove i grad, čija se glavna ulica nalazi na 350 metara nadmorske visine. Na Starici se nalazi uređena skijaška staza Rajkovo. Udaljena je četiri kilometra od grada, na putu prema Donjem Milanovcu. Do skijališta se stiže asfaltnim putem. Skijaški centar Rajkovo posjeduje skijaški lift tipa "sidro", kapaciteta 1.100 skijaša na sat. Lift savladava visinsku razliku od 200 metara i opslužuje dvije skijaške staze dužina 1.000 m i 1.200 m. Osim toga, skijalište Rajkovo raspolaže i motornim sankama i ski-tabačem za uređivanje staze. 
Pod Staricom, u mješovitoj šumi bukve, javora i hrasta, smještena je Rajkova pećina, samo 3,5 kilometara od Majdanpeka, u čijoj se okolini nalazi 110 pećina i potkapina. Rajkova pećina riječna je protočna pećina, kroz koju protječe Rajkova reka, i spada u jednu od najposjećenijih pećina u Srbiji. Osim bogatog pećinskog nakita, najveći dojam na posjetioce u akustičnoj pećini ostavlja sam žubor potoka. Otvorena je za javnost, uz prisustvo 3.000 ljudi, kao druga turistička pećina u Srbiji, 12. septembra 1972. Rajkova i Paskova reka istječu iz svojih pećina i tvore Mali Pek. Nizvodno od sastava rijeka napravljena je vještačka jezerska akumulacija Veliki Zaton, koja ujedno predstavlja omiljeno izletište stanovnika Majdanpeka. Otprilike 12 kilometara od grada, na istoimenoj rijeci, nalazi se Valja Prerast ili Šuplja stena, prirodni kameni most, pod zaštitom države. Pruža se od jugozapada ka sjeveroistoku na dužini 100 metara, odnosno 26 metara u visini gornje ivice luka. Raspon iznosi 150 m, a širina otvora pri dnu u visini riječnog korita 9,7 metara.

## Kultura i obrazovanje
U Majdanpeku se svake godine, u organizaciji Centra za kulturu, održavaju međunarodne umjetničke manifestacije, MajdanArt i Žene slikari. U gradu djeluje i Osnovna glazbena škola "Ranko Krivić".